# Gignac (Hérault)
Pour les articles homonymes, voir Gignac.
Gignac [ ʒi.ɲak] (en occitan Ginhac [ d͡ʒi.'ɲak])  est une commune française située dans le centre du département de l'Hérault, en région Occitanie.
Exposée à un climat méditerranéen, elle est drainée par l'Hérault, le ruisseau de Gassac, le ruisseau de Lagamas, le ruisseau de l'Avenc, le ruisseau de l'Aurelle, le ruisseau de Valpudèse et par divers autres petits cours d'eau. La commune possède un patrimoine naturel remarquable : un site Natura 2000 (les « gorges de l'Hérault ») et quatre zones naturelles d'intérêt écologique, faunistique et floristique.
Gignac est une commune urbaine qui compte 6 713 habitants en 2022, après avoir connu une forte hausse de la population depuis 1962. Elle est dans l'unité urbaine de Gignac et fait partie de l'aire d'attraction de Montpellier. Ses habitants sont appelés les Gignacois ou  Gignacoises.

## Géographie

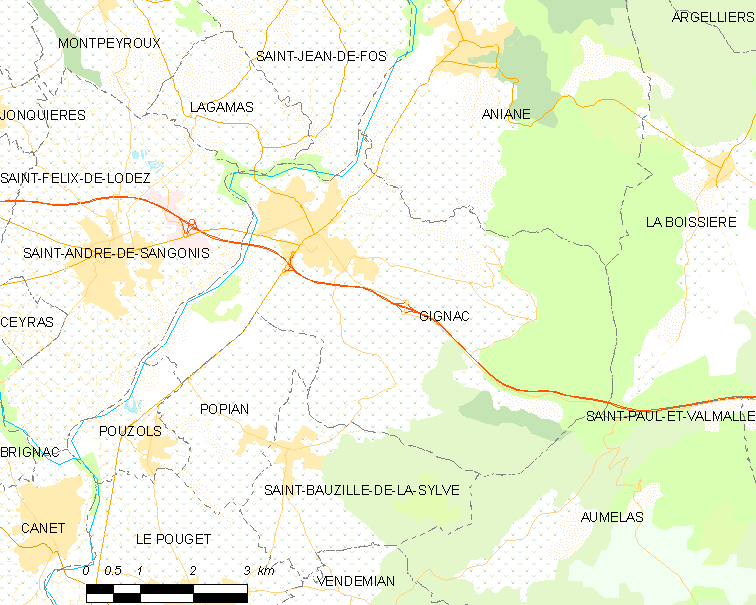
Carte

La commune de Gignac appartient à la topographie régionale du « territoire centre Hérault » composé de reliefs, de domaines de la Garrigue, de la vallée de la Lergue et de l'Hérault. Au nord du territoire se situe les hautes garrigues en direction du plateau du Larzac. À l'Est, le massif de la Taillade constitue le point de séparation entre la vallée de l'Hérault et les garrigues de Montpellier et à l'Ouest est situé le massif du Liausson.
Le canal de Gignac, construit vers 1897, a participé au développement rural de la commune en permettant l'irrigation de 1 800 hectares de parcelles consacrées essentiellement à la vigne.

### Communes limitrophes et proches
| Montpeyroux (5.76 / 8,14 km) Lagamas (3.47 / 5,73 km) St-Saturnin-de-Lucian (7.91 / 12,51 km) Jonquières (6.63 / 10,35 km) St-Félix-de-Lodez (7.59 / 8,49 km) | Saint-Jean-de-Fos (5.40 / 9,64 km)          | Causse-de-la-Selle (18.68 / 26,07 km) Aniane (5.18 / 5,76 km) Viols-le-Fort (15.88 / 18,86 km) Argelliers (11.16 / 15,29 km) Les Matelles (22.55 / 30,58 km) La Boissière (7.58 / 11,39 km)        |
| Saint-André-de-Sangonis (3.96 / 4,32 km) | Gignac                                      | Montarnaud (11.85 / 16,59 km) |
| Brignac (7.14 / 8,50 km) Lieuran-Cabrières (13.19 / 21,57 km) Pouzols (4.96 / 5,34 km) Tressan (10.06 / 11,18 km) Popian (3.79 / 5,33 km)                     | Saint-Bauzille-de-la-Sylve (3.93 / 6,19 km) | St-Paul-et-Valmalle (10.41 / 15,36 km) Murviel-lès-Montpellier (15.88 / 20,02 km) Pignan (18.69 / 29,34 km) Cournonterral (17.10 / 28,44 km) Aumelas (6.62 / 10,49 km) Vendémian (7.96 / 10,83 km) |

### Climat
Pour des articles plus généraux, voir Climat de l'Occitanie et Climat de l'Hérault.
En 2010, le climat de la commune est de type climat méditerranéen franc, selon une étude s'appuyant sur une série de données couvrant la période 1971-2000. En 2020, Météo-France publie une typologie des climats de la France métropolitaine dans laquelle la commune est exposée à un climat méditerranéen et est dans la région climatique  Provence, Languedoc-Roussillon, caractérisée par une pluviométrie faible en été, un très bon ensoleillement (2 600 h/an), un été chaud (21,5 °C), un air très sec en été, sec en toutes saisons, des vents forts (fréquence de 40 à 50 % de vents > 5 m/s) et peu de brouillards.
Pour la période 1971-2000, la température annuelle moyenne est de 14,2 °C, avec une amplitude thermique annuelle de 16,4 °C. Le cumul annuel moyen de précipitations est de 794 mm, avec 6,6 jours de précipitations en janvier et 2,8 jours en juillet. Pour la période 1991-2020, la température moyenne annuelle observée sur la station météorologique la plus proche, située sur la commune de Saint-André-de-Sangonis à 4 km à vol d'oiseau, est de 15,5 °C et le cumul annuel moyen de précipitations est de 652,4 mm,. Pour l'avenir, les paramètres climatiques de la commune estimés pour 2050 selon différents scénarios d’émission de gaz à effet de serre sont consultables sur un site dédié publié par Météo-France en novembre 2022.

### Milieux naturels et biodiversité

#### Réseau Natura 2000

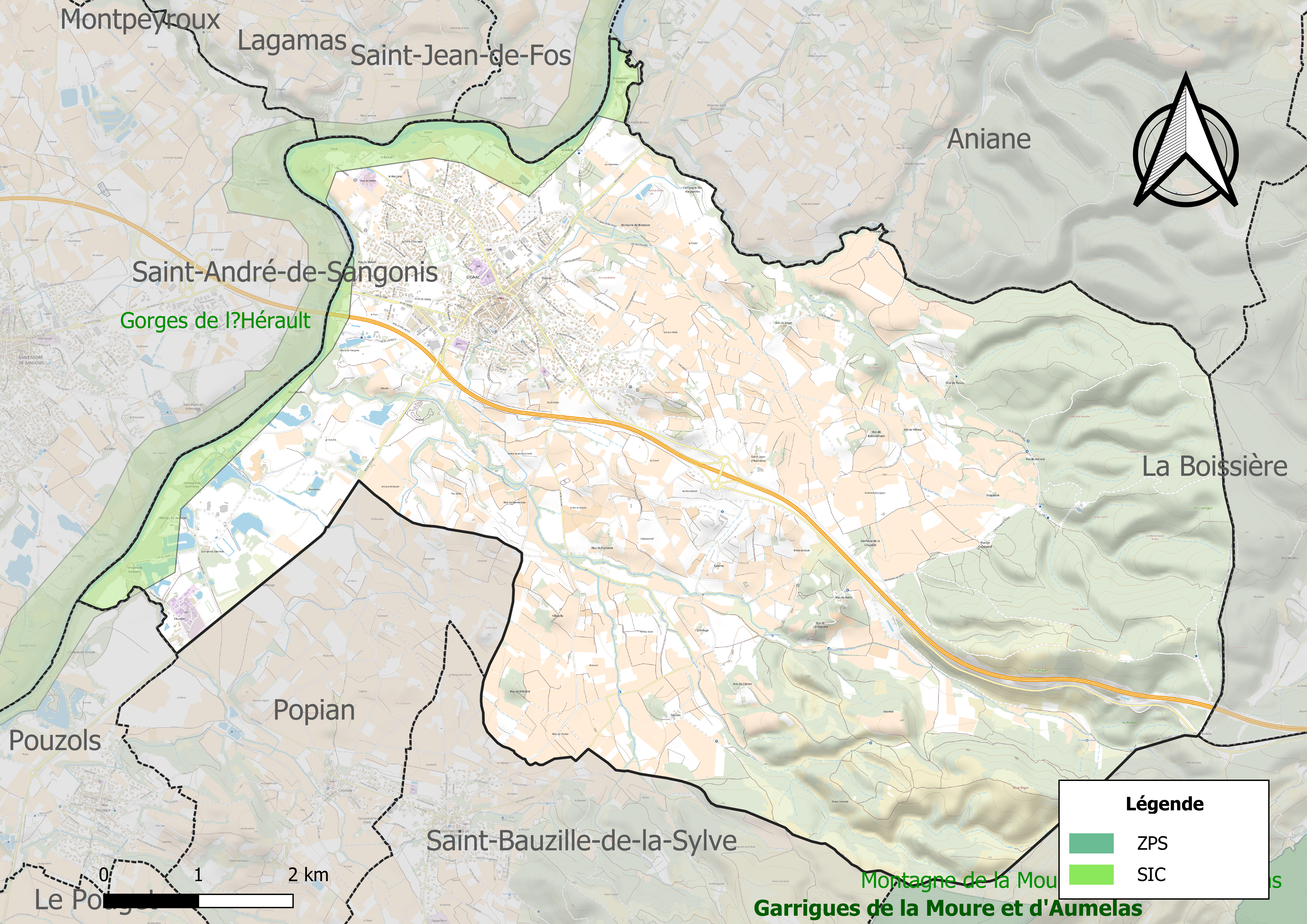
Site Natura 2000 sur le territoire communal.

Le réseau Natura 2000 est un réseau écologique européen de sites naturels d'intérêt écologique élaboré à partir des directives habitats et oiseaux, constitué de zones spéciales de conservation (ZSC) et de zones de protection spéciale (ZPS).
Un site Natura 2000 a été défini sur la commune au titre de la directive habitats : les « gorges de l'Hérault », d'une superficie de 21 736 ha, entaillent un massif calcaire vierge de grandes infrastructures dont les habitats forestiers (forêt de Pins de Salzman et chênaie verte) et rupicoles sont bien conservés. La pinède de Pins de Salzmann de Saint-Guilhem-le-Désert est une souche pure et classée comme porte-graines par les services forestiers. Il s'agit d'une forêt développée sur des roches dolomitiques.

#### Zones naturelles d'intérêt écologique, faunistique et floristique
L’inventaire des zones naturelles d'intérêt écologique, faunistique et floristique (ZNIEFF) a pour objectif de réaliser une couverture des zones les plus intéressantes sur le plan écologique, essentiellement dans la perspective d’améliorer la connaissance du patrimoine naturel national et de fournir aux différents décideurs un outil d’aide à la prise en compte de l’environnement dans l’aménagement du territoire.
Une ZNIEFF de type 1 est recensée sur la commune :
la « rivière de l'Hérault de Gignac à Canet » (317 ha), couvrant 8 communes du département et trois ZNIEFF de type 2, : 
- le « causse d'Aumelas et montagne de la Moure » (16 237 ha), couvrant 16 communes du département[15] ;
- le « cours moyen de l'Hérault et de la Lergue » (976 ha), couvrant 22 communes du département[16] ;
- les « garrigues boisées du nord-ouest du Montpelliérais » (16 219 ha), couvrant 17 communes du département[17].

Carte des ZNIEFF de type 1 et 2 à Gignac.
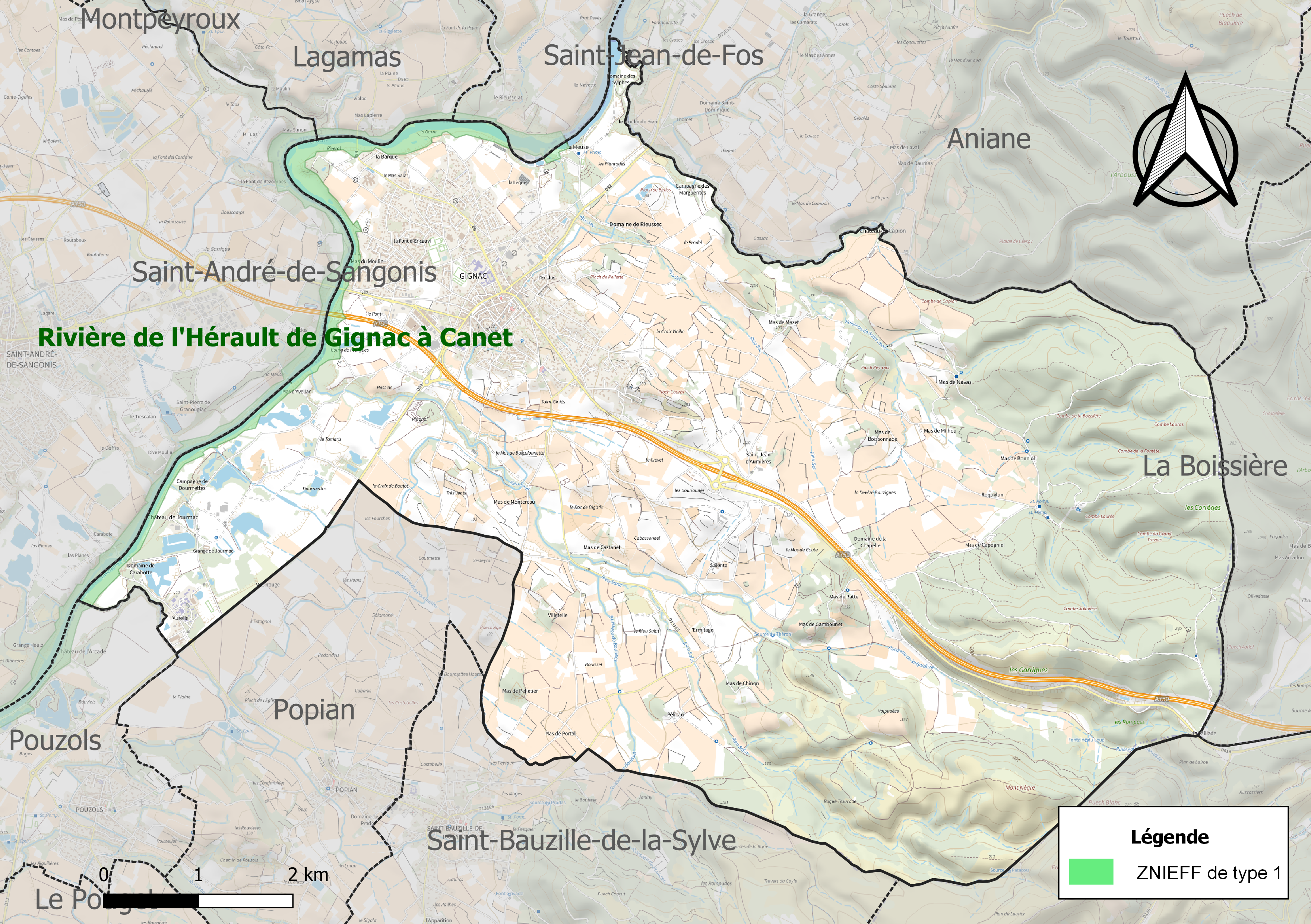
Carte de la ZNIEFF de type 1 sur la commune.
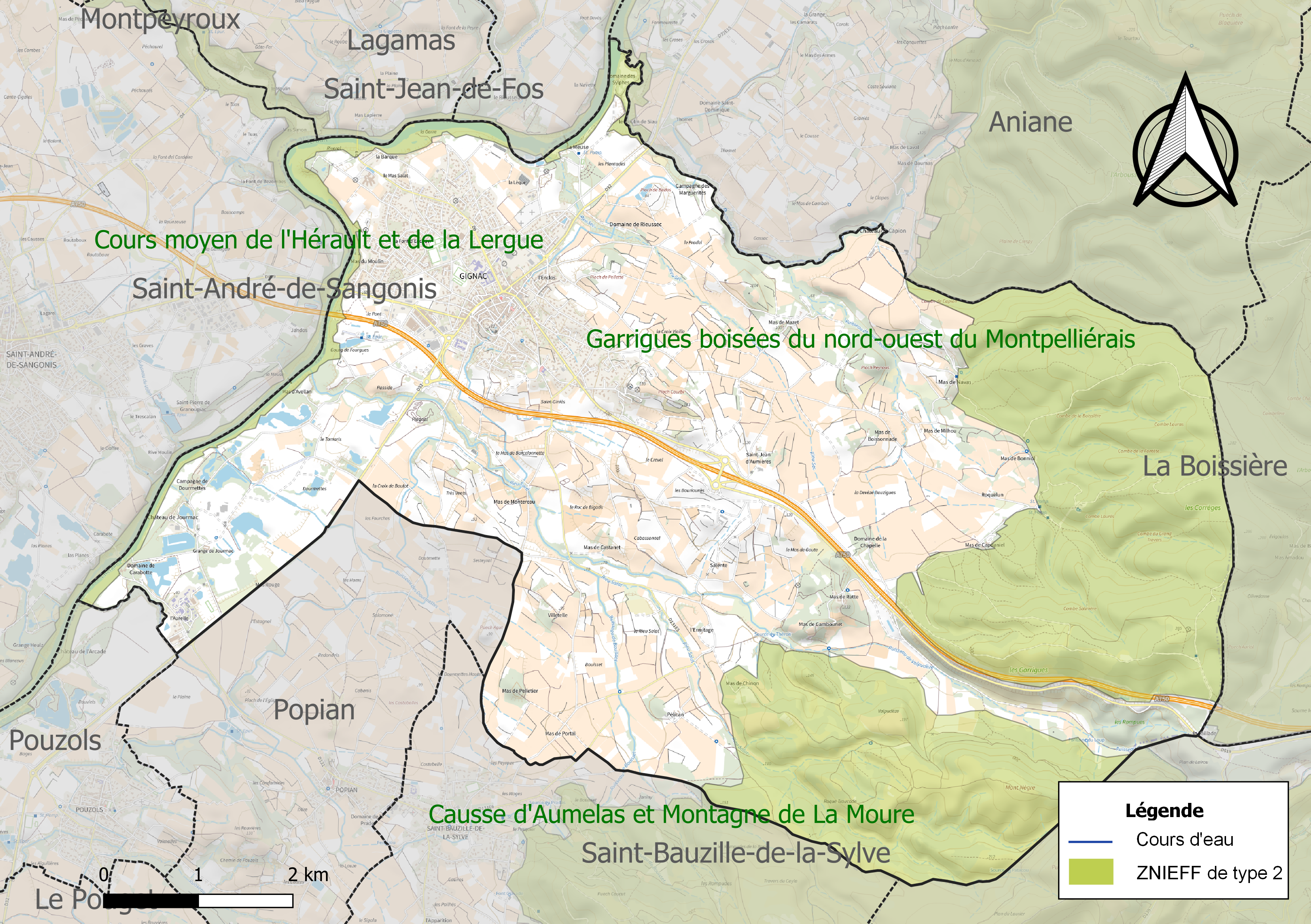
Carte des ZNIEFF de type 2 sur la commune.

## Urbanisme

### Typologie
Au 1er janvier 2024, Gignac est catégorisée centre urbain intermédiaire, selon la nouvelle grille communale de densité à sept niveaux définie par l'Insee en 2022.
Elle appartient à l'unité urbaine de Gignac, une unité urbaine monocommunale constituant une ville isolée,. Par ailleurs la commune fait partie de l'aire d'attraction de Montpellier, dont elle est une commune de la couronne,. Cette aire, qui regroupe 161 communes, est catégorisée dans les aires de 700 000 habitants ou plus (hors Paris),.

### Occupation des sols
L'occupation des sols de la commune, telle qu'elle ressort de la base de données européenne d’occupation biophysique des sols Corine Land Cover (CLC), est marquée par l'importance des territoires agricoles (55,9 % en 2018), en diminution par rapport à 1990 (57,6 %). La répartition détaillée en 2018 est la suivante : 
cultures permanentes (45,4 %), forêts (22,4 %), zones agricoles hétérogènes (10,5 %), milieux à végétation arbustive et/ou herbacée (9,5 %), zones urbanisées (8 %), mines, décharges et chantiers (2,5 %), zones industrielles ou commerciales et réseaux de communication (1,8 %). L'évolution de l’occupation des sols de la commune et de ses infrastructures peut être observée sur les différentes représentations cartographiques du territoire : la carte de Cassini (XVIIIe siècle), la carte d'état-major (1820-1866) et les cartes ou photos aériennes de l'IGN pour la période actuelle (1950 à aujourd'hui).

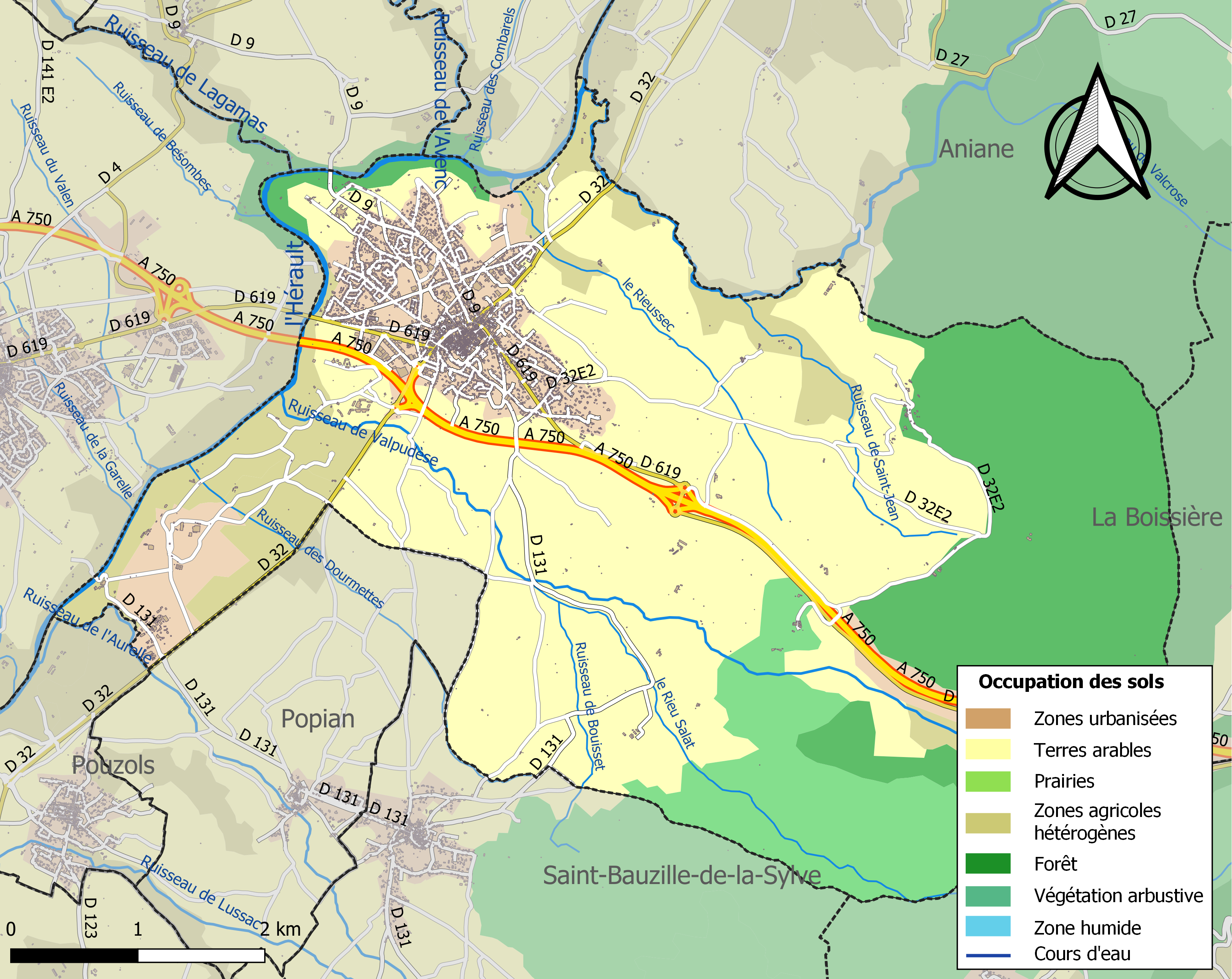
Carte des infrastructures et de l'occupation des sols de la commune en 2018 (CLC).

### Risques majeurs
Le territoire de la commune de Gignac est vulnérable à différents aléas naturels : météorologiques (tempête, orage, neige, grand froid, canicule ou sécheresse), inondations, feux de forêts, mouvements de terrains et séisme (sismicité faible). Il est également exposé à deux risques technologiques, le transport de matières dangereuses et la rupture d'un barrage. Un site publié par le BRGM permet d'évaluer simplement et rapidement les risques d'un bien localisé soit par son adresse soit par le numéro de sa parcelle.

#### Risques naturels
Certaines parties du territoire communal sont susceptibles d’être affectées par le risque d’inondation par débordement de cours d'eau, notamment l'Hérault, le ruisseau de Gassac, le ruisseau de l'Avenc et le ruisseau de Lagamas. La commune a été reconnue en état de catastrophe naturelle au titre des dommages causés par les inondations et coulées de boue survenues en 1982, 1984, 1994, 1997, 1999, 2002, 2003, 2011 et 2014,.
Gignac est exposée au risque de feu de forêt. Un plan départemental de protection des forêts contre les incendies (PDPFCI) a été approuvé en juin 2013 et court jusqu'en 2022, où il doit être renouvelé. Les mesures individuelles de prévention contre les incendies sont précisées par deux arrêtés préfectoraux et s’appliquent dans les zones exposées aux incendies de forêt et à moins de 200 mètres de celles-ci. L’arrêté du 25 avril 2002 réglemente l'emploi du feu en interdisant notamment d’apporter du feu, de fumer et de jeter des mégots de cigarette dans les espaces sensibles et sur les voies qui les traversent sous peine de sanctions. L'arrêté du 11 mars 2013 rend le débroussaillement obligatoire, incombant au propriétaire ou ayant droit,.

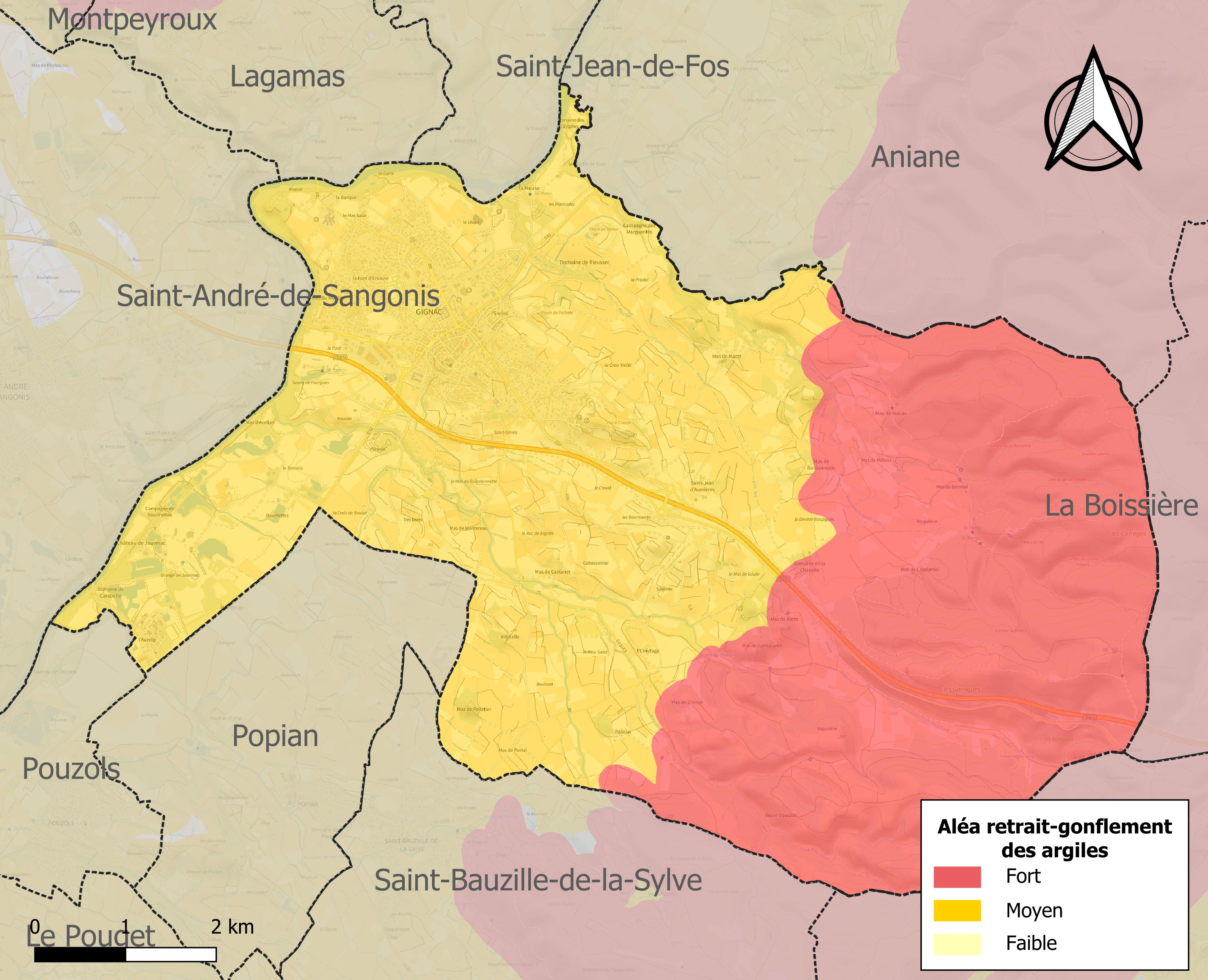
Carte des zones d'aléa retrait-gonflement des sols argileux de Gignac.

La commune est vulnérable au risque de mouvements de terrains constitué principalement du retrait-gonflement des sols argileux. Cet aléa est susceptible d'engendrer des dommages importants aux bâtiments en cas d’alternance de périodes de sécheresse et de pluie. La totalité de la commune est en aléa moyen ou fort (59,3 % au niveau départemental et 48,5 % au niveau national). Sur les 2 028 bâtiments dénombrés sur la commune en 2019, 2 028 sont en aléa moyen ou fort, soit 100 %, à comparer aux 85 % au niveau départemental et 54 % au niveau national. Une cartographie de l'exposition du territoire national au retrait gonflement des sols argileux est disponible sur le site du BRGM,.
Par ailleurs, afin de mieux appréhender le risque d’affaissement de terrain, l'inventaire national des cavités souterraines permet de localiser celles situées sur la commune.

#### Risques technologiques
Le risque de transport de matières dangereuses sur la commune est lié à sa traversée par des infrastructures routières ou ferroviaires importantes ou la présence d'une canalisation de transport d'hydrocarbures. Un accident se produisant sur de telles infrastructures est susceptible d’avoir des effets graves sur les biens, les personnes ou l'environnement, selon la nature du matériau transporté. Des dispositions d’urbanisme peuvent être préconisées en conséquence.
La commune est en outre située en aval du Barrage du Salagou, un ouvrage de classe A sur le Salagou, mis en service en 1968 et disposant d'une retenue de 102 millions de mètres cubes. À ce titre elle est susceptible d’être touchée par l’onde de submersion consécutive à la rupture de cet ouvrage.

## Toponymie
Le nom est attesté sous les formes : ecclesie S. Petri de Giniaco (1026), ad Giniacum (1094), villa de Giniaco (1094), justa Giniacum (1114), castello de Giniaco (1138), castrum de Ginaco (1247), de Ginhac (1471), Gignac (1571).
Le nom de la commune dérive d'un nom de domaine gallo-romain : nom d'homme gaulois Gennius + suffixe -acum.

## Histoire
Des moulins sont donnés par l’évêque de Lodève Raymond Guillaume à l'abbaye de Saint-Guilhem-le-Désert en 1189 ; une mauvaise lecture d'une archive a fait croire qu'il s'agissait des premiers moulins à papier de France, alors qu’il s’agissait de moulins bladiers.
Une loge maçonnique existait à Gignac à la fin du XVIIIe siècle.
Lors de la Révolution française, les citoyens de la commune se réunissent au sein de la société révolutionnaire, baptisée « société des amis de la constitution » en décembre 1791. Après la chute de la monarchie, elle change de nom pour « société des sans-culottes », puis « société républicaine et régénérée ». Elle est très fréquentée, puisqu’elle passe de 150 membres en 1791, à 264 un an plus tard, soit plus de 10 % de la population.

## Politique et administration

### Tendances politiques et résultats
Les résultats électoraux récents démontrent une surreprésentation de la gauche radicale et de l'extrême-droite au sein de la commune, par rapport au niveau national, au détriment des forces plus centrales.
| Scrutin             | Scrutin             | 1er tour | 1er tour    | 1er tour | 1er tour | 1er tour  | 1er tour | 1er tour | 1er tour   | 1er tour | 1er tour | 1er tour   | 1er tour | 2d tour | 2d tour | 2d tour | 2d tour | 2d tour | 2d tour |
| Scrutin             | Scrutin             | 1er      | 1er         | %        | 2e       | 2e        | %        | 3e       | 3e         | %        | 4e       | 4e         | %        | 1er     | 1er     | %       | 2e      | 2e      | %       |
| ------------------- | ------------------- | -------- | ----------- | -------- | -------- | --------- | -------- | -------- | ---------- | -------- | -------- | ---------- | -------- | ------- | ------- | ------- | ------- | ------- | ------- |
| Présidentielle 2017 | Présidentielle 2017 |          | LFI         | 29,57    |          | FN        | 27,47    |          | EM         | 18,03    |          | LR         | 11,60    |         | EM      | 57,89   |         | FN      | 42,11   |
| Présidentielle 2022 | Présidentielle 2022 |          | LFI         | 28,98    |          | RN        | 27,67    |          | LREM       | 17,52    |          | REC        | 7,30     |         | RN      | 51,52   |         | LREM    | 48,48   |
| Législatives 2022   | 4e                  |          | LFI (NUPES) | 31,53    |          | RN        | 25,18    |          | LREM (ENS) | 15,42    |          | PS (diss.) | 11,89    |         | LFI     | 53,64   |         | RN      | 46,36   |
| Législatives 2024   | 4e                  |          | RN          | 41,56    |          | LFI (NFP) | 37,84    |          | HOR (ENS)  | 18,33    |          | REC        | 1,33     |         | LFI     | 51,19   |         | RN      | 48,81   |

### Liste des maires
| Période   | Période   | Identité           | Étiquette    | Qualité                                                                                                 |
| --------- | --------- | ------------------ | ------------ | --- |
| 1947      | 1965      | Joseph Réveillon   |              | |
| 1965      | mars 1989 | Gilbert Sénès      | SFIO puis PS | Secrétaire d'association agricole Député (1967-1968 et 1973-1986) Conseiller général (1964-1982)        |
| mars 1989 | 2003      | Guy Lassalvy       | PS           | Conseiller régional (1998-2004)                                                                         |
| 2003      | mars 2014 | Jean-Marcel Jover  | PS           | Cadre supérieur des Finances publiques, percepteur de Clermont l'Hérault, Maire Honoraire (depuis 2016) |
| mars 2014 | En cours  | Jean-François Soto | DVG          | Cadre supérieur Conseiller départemental de l'Hérault                                                   |

## Démographie
Au dernier recensement, la commune comptait 6713 habitants.
| 1793  | 1800  | 1806  | 1821  | 1831  | 1836  | 1841  | 1846  | 1851  |
| ----- | ----- | ----- | ----- | ----- | ----- | ----- | ----- | ----- |
| 2 500 | 2 534 | 2 570 | 2 589 | 2 779 | 2 835 | 2 669 | 2 816 | 2 951 |

| 1856  | 1861  | 1866  | 1872  | 1876  | 1881  | 1886  | 1891  | 1896  |
| ----- | ----- | ----- | ----- | ----- | ----- | ----- | ----- | ----- |
| 2 920 | 2 778 | 2 776 | 2 767 | 2 847 | 2 582 | 2 623 | 2 531 | 2 786 |

| 1901  | 1906  | 1911  | 1921  | 1926  | 1931  | 1936  | 1946  | 1954  |
| ----- | ----- | ----- | ----- | ----- | ----- | ----- | ----- | ----- |
| 2 538 | 2 551 | 2 563 | 2 535 | 2 520 | 2 587 | 2 556 | 2 300 | 2 399 |

| 1962  | 1968  | 1975  | 1982  | 1990  | 1999  | 2004  | 2006  | 2009  |
| ----- | ----- | ----- | ----- | ----- | ----- | ----- | ----- | ----- |
| 2 540 | 2 746 | 2 848 | 3 228 | 3 652 | 3 955 | 4 827 | 4 951 | 5 271 |

| 2014  | 2019  | 2022  | - | - | - | - | - | - |
| ----- | ----- | ----- | - | - | - | - | - | - |
| 5 905 | 6 480 | 6 713 | - | - | - | - | - | - |

## Économie

### Revenus
En 2018, la commune compte 2 585 ménages fiscaux, regroupant 6 467 personnes. La médiane du revenu disponible par unité de consommation est de 20 220 € (20 330 € dans le département). 38 % des ménages fiscaux sont imposés (45,8 % dans le département).

### Emploi
|                | 2008   | 2013   | 2018   |
| -------------- | ------ | ------ | ------ |
| Commune        | 9,9 %  | 11,6 % | 10,6 % |
| Département    | 10,1 % | 11,9 % | 12 %   |
| France entière | 8,3 %  | 10 %   | 10 %   |

En 2018, la population âgée de 15 à 64 ans s'élève à 3 861 personnes, parmi lesquelles on compte 76,3 % d'actifs (65,7 % ayant un emploi et 10,6 % de chômeurs) et 23,7 % d'inactifs,. Depuis 2008, le taux de chômage communal (au sens du recensement) des 15-64 ans est inférieur à celui du département, mais supérieur à celui de la France.
La commune fait partie de la couronne de l'aire d'attraction de Montpellier, du fait qu'au moins 15 % des actifs travaillent dans le pôle,. Elle compte 2 048 emplois en 2018, contre 1 926 en 2013 et 1 643 en 2008. Le nombre d'actifs ayant un emploi résidant dans la commune est de 2 568, soit un indicateur de concentration d'emploi de 79,8 % et un taux d'activité parmi les 15 ans ou plus de 60,2 %.
Sur ces 2 568 actifs de 15 ans ou plus ayant un emploi, 689 travaillent dans la commune, soit 27 % des habitants. Pour se rendre au travail, 80,4 % des habitants utilisent un véhicule personnel ou de fonction à quatre roues, 5,2 % les transports en commun, 9,4 % s'y rendent en deux-roues, à vélo ou à pied et 4,9 % n'ont pas besoin de transport (travail au domicile).

### Activités hors agriculture

#### Secteurs d'activités
607 établissements sont implantés  à Gignac au 31 décembre 2019. Le tableau ci-dessous en détaille le nombre par secteur d'activité et compare les ratios avec ceux du département,.
| Secteur d'activité                                                                                        | Commune | Commune | Département |
| Secteur d'activité                                                                                        | Nombre  | %       | %           |
| --- | ------- | ------- | ----------- |
| Ensemble                                                                                                  | 607     | 100 %   | (100 %)     |
| Industrie manufacturière, industries extractives et autres                                                | 40      | 6,6 %   | (6,7 %)     |
| Construction                                                                                              | 88      | 14,5 %  | (14,1 %)    |
| Commerce de gros et de détail, transports, hébergement et restauration                                    | 146     | 24,1 %  | (28 %)      |
| Information et communication                                                                              | 13      | 2,1 %   | (3,3 %)     |
| Activités financières et d'assurance                                                                      | 19      | 3,1 %   | (3,2 %)     |
| Activités immobilières                                                                                    | 26      | 4,3 %   | (5,3 %)     |
| Activités spécialisées, scientifiques et techniques et activités de services administratifs et de soutien | 93      | 15,3 %  | (17,1 %)    |
| Administration publique, enseignement, santé humaine et action sociale                                    | 120     | 19,8 %  | (14,2 %)    |
| Autres activités de services                                                                              | 62      | 10,2 %  | (8,1 %)     |

Le secteur du commerce de gros et de détail, des transports, de l'hébergement et de la restauration est prépondérant sur la commune puisqu'il représente 24,1 % du nombre total d'établissements de la commune (146 sur les 607 entreprises implantées  à Gignac), contre 28 % au niveau départemental.

#### Entreprises et commerces
Les cinq entreprises ayant leur siège social sur le territoire communal qui génèrent le plus de chiffre d'affaires en 2020 sont : 
- Hilarion, hypermarchés (47 471 k€)
- Joseph Castan, commerce de gros (commerce interentreprises) non spécialisé (8 190 k€)
- Fineline France, commerce de gros (commerce interentreprises) d'ordinateurs, d'équipements informatiques périphériques et de logiciels (6 213 k€)
- Societe Languedocienne D'agregats - Solag, exploitation de gravières et sablières, extraction d'argiles et de kaolin (3 325 k€)
- Cce&C, activités spécialisées, scientifiques et techniques diverses (610 k€)

### Agriculture
La commune est dans la « Plaine viticole », une petite région agricole occupant la bande côtière du département de l'Hérault. En 2020, l'orientation technico-économique de l'agriculture  sur la commune est la viticulture.
|               | 1988  | 2000  | 2010 | 2020 |
| ------------- | ----- | ----- | ---- | ---- |
| Exploitations | 217   | 153   | 113  | 59   |
| SAU (ha)      | 1 290 | 1 115 | 940  | 609  |

Le nombre d'exploitations agricoles en activité et ayant leur siège dans la commune est passé de 217 lors du recensement agricole de 1988  à 153 en 2000 puis à 113 en 2010 et enfin à 59 en 2020, soit une baisse de 73 % en 32 ans. Le même mouvement est observé à l'échelle du département qui a perdu pendant cette période 67 % de ses exploitations,. La surface agricole utilisée sur la commune a également diminué, passant de 1290 ha en 1988 à 609 ha en 2020. Parallèlement la surface agricole utilisée moyenne par exploitation a augmenté, passant de 6 à 10 ha.

### Sports
Le Tambourin club Gignac défend les couleurs de Gignac en championnat de France de balle au tambourin.
Du 21 septembre au 23 septembre 2012, la 1re coupe du Monde de tambourin s'est déroulée à Gignac.
Chaque année entre 2011 et 2013 a eu lieu le “RIDE ON LR TOUR”. Cette compétition de sports extrêmes (BMX et rollers), réunit les meilleurs riders de France et européens sur les installations du FISE[réf. nécessaire].

### Jumelage
Gignac est jumelée avec :
- Ogulin (Croatie)[réf. nécessaire]

## Transports et accessibilité

### Réseau routier et covoiturage
La commune est accessible par l'autoroute A750 sorties 59 et 60. Elle est également traversée par la route nationale 109 ainsi que les routes départementales 9 et 32.
Une aire de covoiturage est présente au niveau de la sortie 59 de l'autoroute A750, d'une capacité de 40 places dont 2 places pour les personnes à mobilité réduite.

### Transports Publics
Gignac possède une gare routière qui est un point d'arrêt du réseau Hérault Transport. Les lignes s'arrêtant à Gignac sont les suivantes : 661, 662, 663, 665, 668, 685. Ces lignes permettent une liaison sans correspondance avec les villes suivantes : Aniane, Arboras, Bédarieux, Ceyras, Clermont-l'Hérault, Colombières-sur-Orb, Hérépian, Jonquières, La Cavalerie, Lamalou-les-Bains, Le Bosc, Le Caylar, Le Pouget, Le Poujol-sur-Orb, L'Hospitalet-du-Larzac, Lodève, Millau, Mons, Montpellier et le réseau de Transports de l'agglomération de Montpellier, Montpeyroux, Olargues, Popian, Pouzols, Prémian, Riols, Saint-André-de-Sangonis, Saint-Bauzille-de-la-Sylve, Saint-Etienne-d'Albagnan, Saint-Félix-de-Lodez, Saint-Guilhem-le-Désert, Saint-Jean-de-Fos, Saint-Julien, Saint-Martin-de-l'Arçon, Saint-Paul-et-Valmalle, Saint-Pons-de-Thomières, Saint-Saturnin-de-Lucian, Saint-Vincent-d'Olargues, Salasc, Villeneuvette
Gignac a aussi été desservi par train, entre 1894 et 1949, sur la ligne Montpellier - Rabieux des Chemins de fer de l’Hérault.

## Culture locale et patrimoine

### Héraldique
| Blason de Gignac | Les armes de Gignac se blasonnent ainsi : « de gueules à une tour d'argent maçonnée de sable, accompagnée en chef de trois fleurs de lys d'or ». |

### Lieux et monuments
- L'église Notre-Dame-de-Grâce est installée sur un lieu qui dispose d’une grande variété de traditions et d’histoires. Ainsi, les églises qui se sont succédé à cet endroit auraient été construites à l'emplacement d’un ancien temple romain, dédié à la déesse Vesta, et construit par la VIIe légion romaine. Temple qui serait devenu un édifice chrétien avant d’être détruit au XIIIe siècle. Une chapelle puis l’église telle que nous la connaissons aurait été ensuite construites sur ce vieil emplacement sacré. L’édifice actuel date du XVIIe siècle, sa façade de style florentin est assez unique dans la région. Tout près de l’église, le chemin de croix date de la même époque, même s'il a été récemment remis en état. L'édifice a été classé au titre des monuments historiques en 1989[51];
- L'église Saint-Pierre-aux-Liens est située au centre du village. Cette église paroissiale a été reconstruite entre 1635 et 1677, après les guerres de religion. Sa grande façade est de style jésuite, et le reste de son architecture est classique. Sa grande nef à cinq travées se termine par un chevet à sept pans voûtés d’ogives. Le 7 décembre 1738, un dimanche, le clocher de l'église s'est écroulé entraînant la voûte sur les fidèles. Cet accident a provoqué la mort de plus de 100 personnes[52]. Le grand clocher a été reconstruit par Étienne Giral[52], maître des ouvrages royaux de la ville et sénéchaussée de Montpellier, peu après l’effondrement du clocher originel[53][source insuffisante]. La Façade occidentale a été inscrite au titre des monuments historiques en 1963[54]. De nombreux objets sont référencés dans la base Palissy (voir les notices liées)[54].
- L'église Saint-Martin de Carcarès. L'édifice est référencé dans la base Mérimée et à l'Inventaire général Région Occitanie[55].
- Chapelle du chemin de croix de Notre-Dame-de-Grâce de Gignac ;
- La « Tour sarrasine » ou le donjon ;
- L'hôtel de Laurès appartenait à la famille de éponyme. Il a accueilli au XXe siècle l'office du tourisme. Il est devenu une propriété privée[réf. nécessaire] ;
- Beffroi communal surmonté d'un campanile de fer abritant une cloche du milieu du XVIIIe siècle réalisée par le maître fondeur montpelliérain Jean Poutingon (classée MH)[réf. nécessaire] ;
- Pont de Gignac sur l'Hérault (XVIIIe siècle), conçu par Bertrand Garipuy, directeur des travaux publics de la province du Languedoc, entrepris par lui en 1776, puis par son neveu Ducros. Le pont a été achevé en 1810 par Billoin et Fontenay[réf. nécessaire] ;
- Pont du Languedoc, construit à côté du pont de Gignac. Il permet à l'autoroute A750 de franchir l'Hérault. L'ouvrage a été conçu par Michel Virlogeux et l'architecte Charles Lavigne avec le bureau d'études SECOA pour le ministère de l'Équipement. Le pont a été construit par l'entreprise GFC. Il a été mis en service le 11 juin 2008[réf. nécessaire].
- Barrage de la Meuse : La commune possède son propre barrage hydroélectrique sur le fleuve Hérault. Le site est ouvert au public[56].

## Galerie

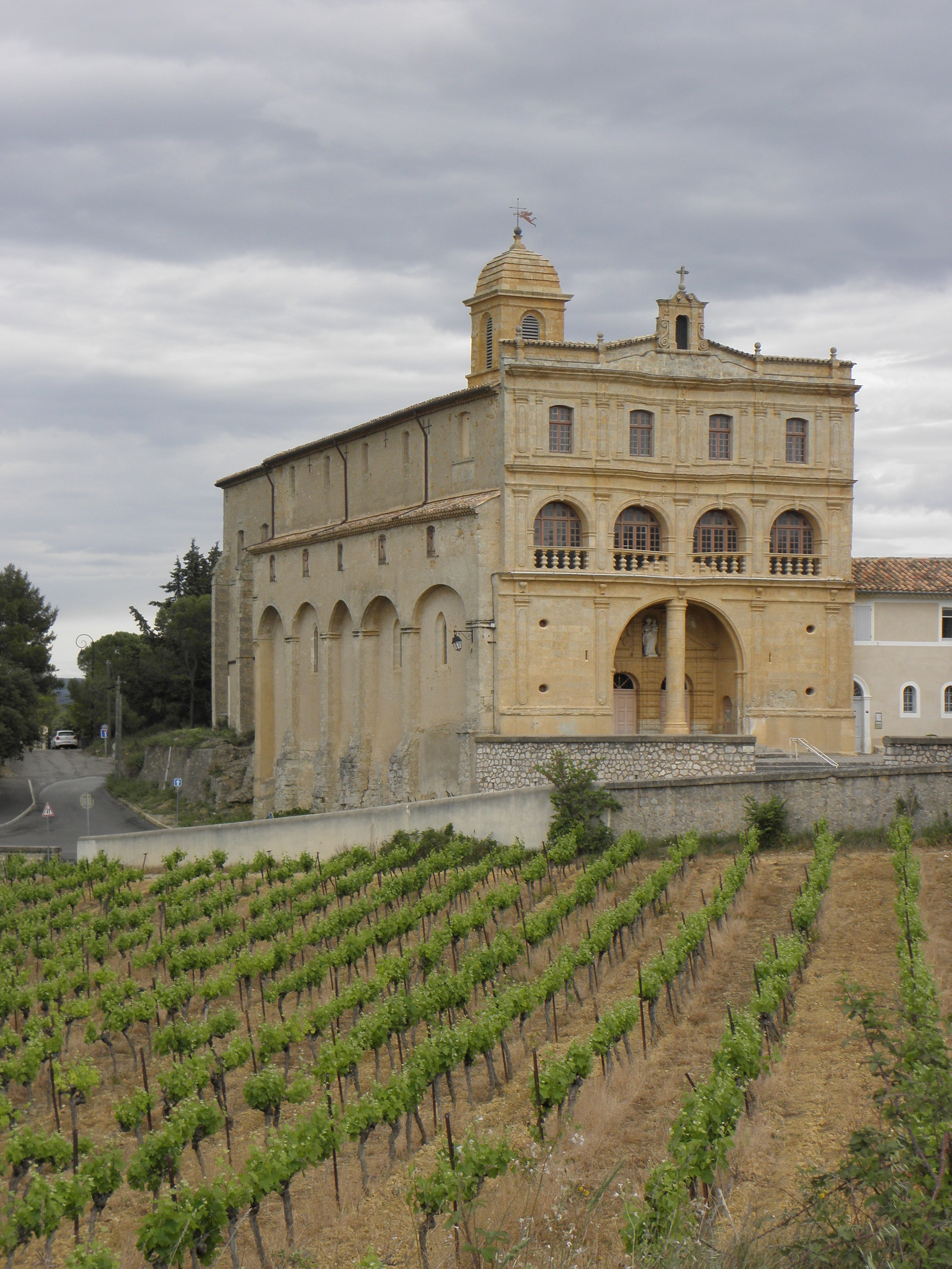
Église Notre-Dame-de-Grâce.
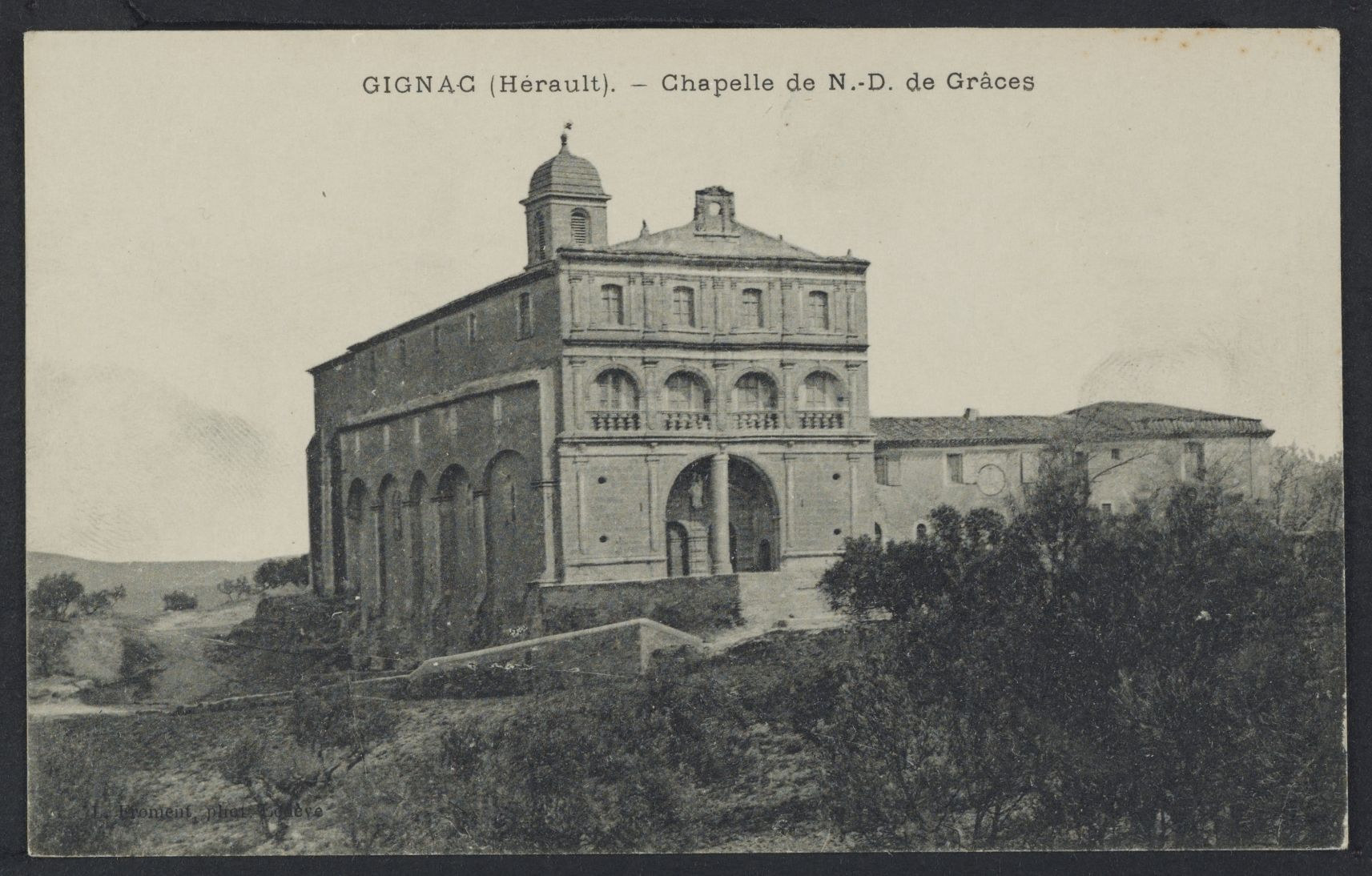
Carte postale de la chapelle Notre-Dame-de-Grâce (fin XIXe - début XXe siècle).
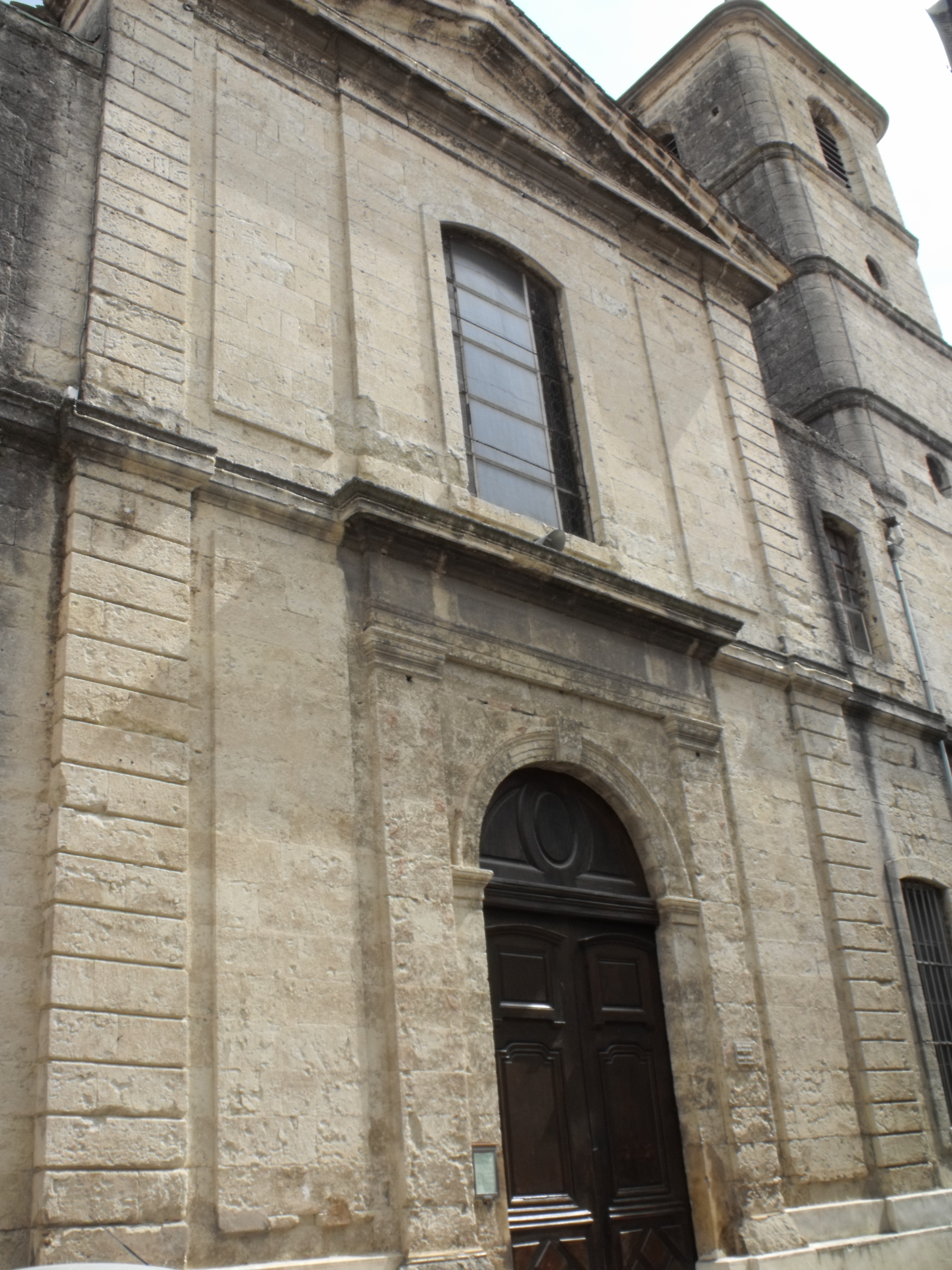
Église Saint-Pierre-aux-Liens.
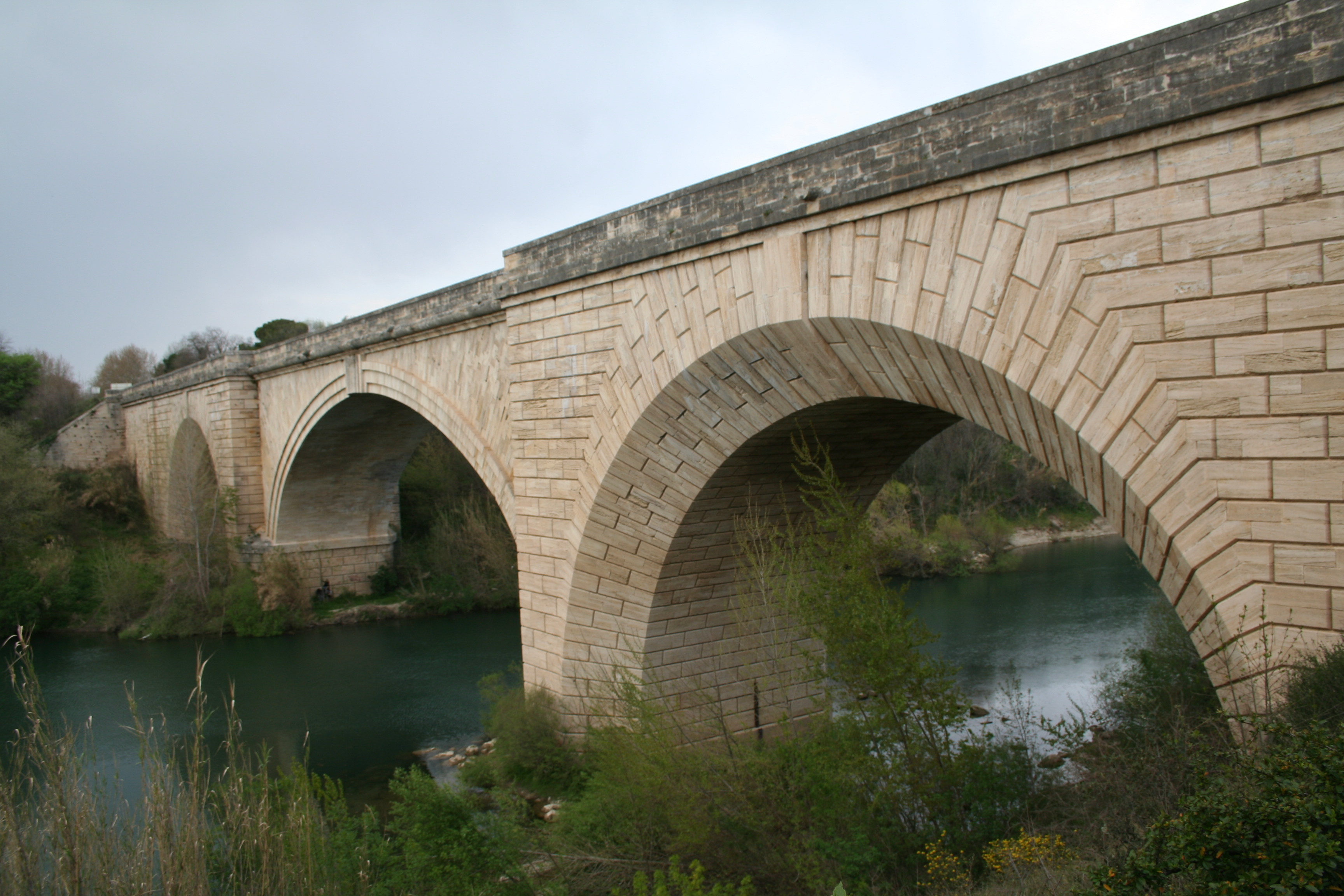
Pont sur l'Hérault.
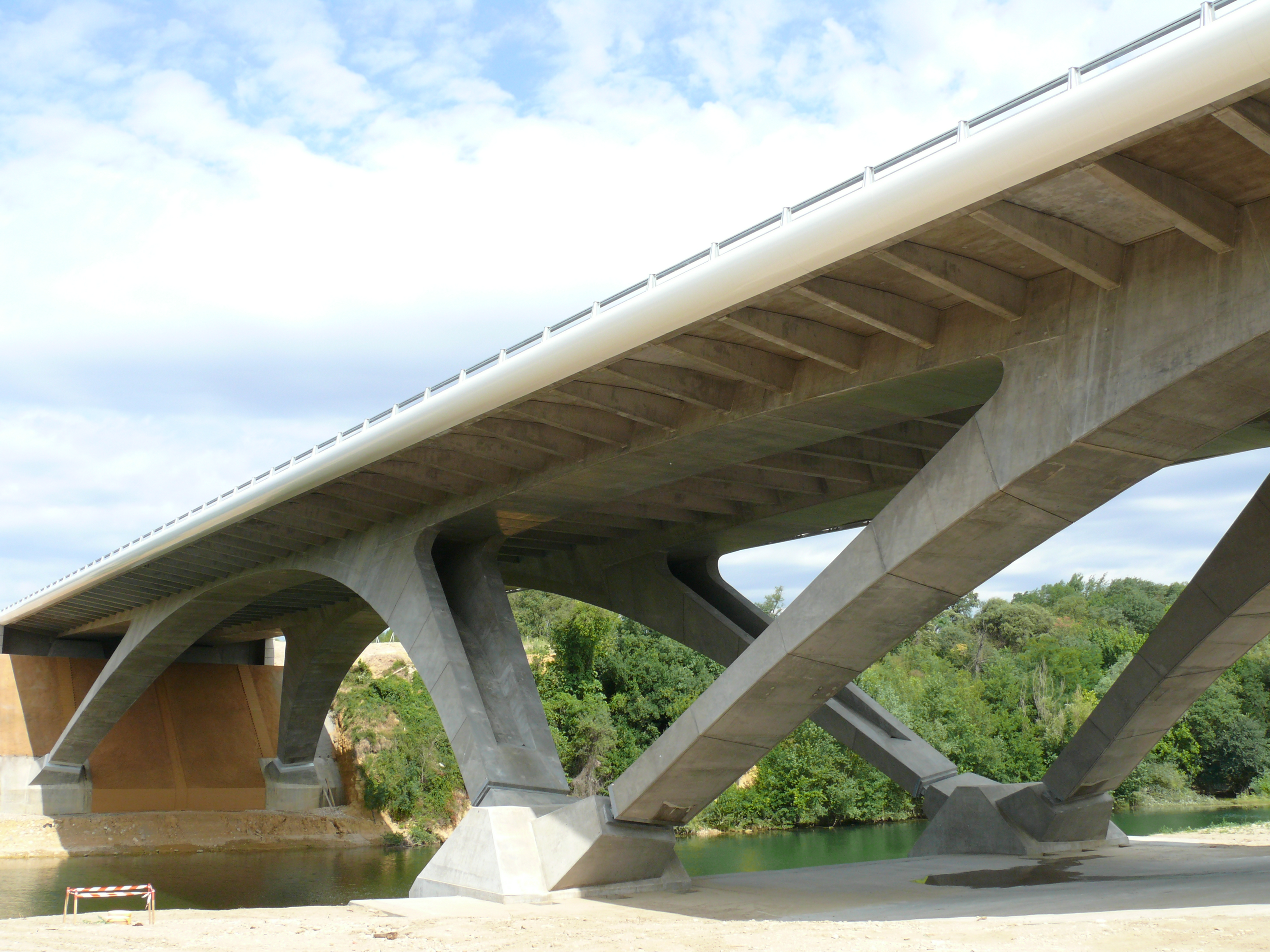
Pont du Languedoc (A750).

### Personnalités liées à la commune
- Antoine de Laurès (1708-1779), écrivain, ami de Voltaire, traducteur de la Pharsale de Lucain, et auteur notamment de La fête de Cythère, opéra en un acte créé le 19 novembre 1753 au château de Berny. Il habitait le château de Gignac ;
- Michel Marie Claparède (1770-1842), général français ;
- Marko Slivarić (1762-1838) est un général d'Empire franco-croate mort à Gignac le 27 août 1838 ;
- Guillaume Balestrié (1773-1858), militaire sous la Révolution et de l’Empire, né à Gignac le 13 juin 1773 ;
- Paul Pelisse (1874-1938), homme politique né à Gignac, maire de Paulhan, député de l'Hérault de 1906 à 1914, sénateur de l'Hérault en 1920.
- Pierre Laget, né le 11 juillet 1885 à Gignac et mort le 1er septembre 1944 au bagne de Cayenne, dentiste et tueur en série français.
- Noël Vacher né le 24 décembre 1900 à Gignac et mort le 29 février 2000, Légion d’honneur (1995). Un des plus jeunes engagés de la première guerre mondiale (15 ans).
- Louis Hébrard (1922-1945), médecin militaire mort pour la France le 1er mai 1945 lors de la réduction de la poche de La Rochelle.
- Christophe Urios, entraîneur (et ancien joueur) de rugby[57],[58] ;
- Sabrina Viguier, joueuse de football française (92 sélections en équipe de France) ; elle a occupé le poste de professeur de sport au collège de Gignac (2009-2010)[réf. nécessaire] ;
- Ludivine Diguelman, joueuse de football française (39 sélections en équipe de France) ;
- Alexandre Hollan, peintre[59]